# Anthaxia liuchangloi
Anthaxia liuchangloi es una especie de escarabajo del género Anthaxia, familia Buprestidae. Fue descrita científicamente por Obenberger en 1958.